# Ячменюха
Ячменю́ха — село в Новокузнецком районе Кемеровской области. Входит в состав Терсинского сельского поселения.

## География
Центральная часть населённого пункта расположена на высоте 176 метров над уровнем моря.

## Население
По данным Всероссийской переписи населения 2010 года, в селе Ячменюха проживает 95 человек (52 мужчины, 43 женщины).

## Интересные факты
С 1970-х и до конца 2000-х годов из Новокузнецка до Ячменюхи ходил теплоход «Заря».
В случае достройки плотины Крапивинской ГЭС село будет полностью затоплено.
До 1997 года являлось центром Ячменюхинского сельсовета.